# Upstream collection
Upstream collection est l'expression utilisée par la National Security Agency (NSA) pour l'ensemble des efforts d'écoute et d'analyse du trafic téléphonique et Internet passant dans la dorsale Internet (donc, l'ensemble des câbles et des commutateurs majeurs de l'Internet), que les communications soient domestiques ou étrangères. En plus de cette activité, la NSA recueille des informations sur les communications dans Internet grâce à des ententes avec des sociétés, activité menée dans le cadre de PRISM. Les programmes Upstream collection et PRISM relèvent des Special Source Operations (en) (SSO), une branche de la NSA responsable de la collecte d'informations en collaboration avec des partenaires corporatifs.
Selon le journal The Washington Post, Upstream collection est réalisé grâce à quatre programmes de surveillance de la NSA :
- FAIRVIEW
- BLARNEY
- STORMBREW
- OAKSTAR

Les programmes FAIRVIEW, BLARNEY et STORMBREW ont pour objectif de recueillir les données des installations américaines, alors que OAKSTAR est le nom donné à un ensemble de huit programmes de collecte de données hors des États-Unis. Pour les quatre programmes, la collecte se fait en collaboration avec des sociétés de télécommunications.
Upstream collection permet d'analyser un énorme quantité de données. Les sociétés de télécommunications filtrent dans un premier temps les données ; le facteur prioritaire étant une origine ou une destination étrangère aux États-Unis. Par la suite, la NSA applique des « sélecteurs forts » (strong selectors) sur la copie des données reçues ; les sélecteurs sont par exemple les numéros de téléphone, les adresses de courriel ou les adresses IP de personnes et d'organisations ciblées. Les données de l'Internet peuvent être traitées et consultées grâce à XKeyscore.
Selon d'anciens responsables américains, plus d'une douzaine de stations en sol américain fournissent des données ; elles ne se trouvent pas nécessairement proches des câbles sous-marins sur lesquels circulent le trafic Internet. Par exemple, la Room 641A (en exploitation depuis 2003 et révélée en 2006) de la société AT&T est située à San Francisco. L'un des appareils utilisées pour filtrer le trafic Internet est le Semantic Traffic Analyzer ou STA 6400 fabriqué par Narus, filiale de la société Boeing.
Pour la collecte de données hors des États-Unis, la NSA a signé des accords secrets avec des FAI, particulièrement en Europe et au Moyen-Orient. La NSA défraient les coûts de ces ententes par le biais de son programme Corporate Partner Access, qui défraie également les coûts des ententes avec les sociétés américaines. Pour l'année fiscale 2013, la NSA aurait versé 278 millions US$,.
Upstream collection se poursuit grâce à quatre autorisations légales :
- Ordre exécutif 12333
- Transit authority de la NSA
- FISA
- FAA

Selon un ordre de la Foreign Intelligence Surveillance Court (FISC) publié le 3 octobre 2011, Upstream collection recueille environ 9 % des 250 millions de communications Internet que la NSA recueille annuellement en accord avec la section 702 du FAA. Dans la première moitié de 2011, la NSA a acquis 13,25 millions de communications Internet grâce à Upstream collection. Il s'agit d'une petite quantité de communications, mais elles comprennent des informations pertinentes sur des activités hors États-Unis. Pour des raisons techniques, la NSA ne peut éliminer les communications domestiques.